# 동포초등학교
동포초등학교는 대한민국 경상남도 창녕군에 있는 공립 초등학교이다.

## 학교 연혁
- 1947년 9월 1일 개교
- 1999년 9월 1일 월령초등학교 통폐합

## 참고 자료
- 동포초등학교 - 한국교육학술정보원 학교알리미